# Поль Декампс
Поль Декампс (фр. Paul Decamps; 14 січня 1884 — 27 червня 1915) — французький регбіст. Поль Декампс помер у бою під час Першої світової війни.